# Rags to riches

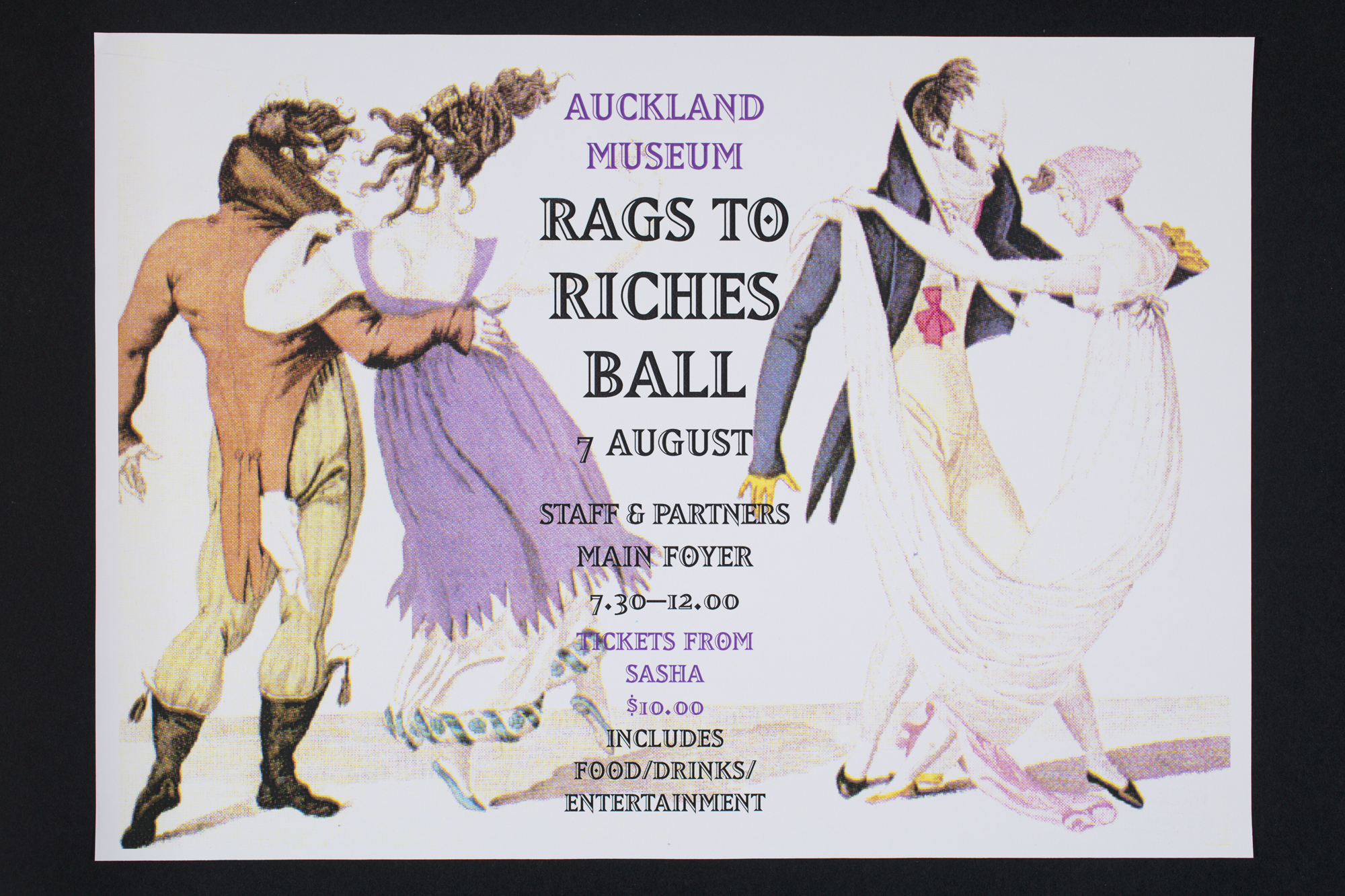
Affiche pour un bal sur le thème rags to riches.

L'expression anglaise rags to riches (litt. « depuis les haillons [de la misère] à la fortune (ou l'abondance) », parfois from rags to riches) décrit une évolution dans laquelle une personne, pauvre à l'origine, accède à la fortune voire, dans certains cas, une ascension sociale dans laquelle une personne tout à fait inconnue devient riche et célèbre — parfois en l'espace de quelques instants. Cette transformation constitue un archétype dans la littérature et la culture populaire, par exemple dans les œuvres d'Horatio Alger.

## Exemples dans la fiction
- Certains contes, comme Cendrillon et Aladin ou la Lampe merveilleuse ;
- Le roman Oliver Twist de Charles Dickens : le protagoniste, issu de la misère, est ensuite adopté par une famille aisée ;
- Le récit arthurien de Gareth, d'abord garçon de cuisine avant de conquérir une place de choix parmi les chevaliers de la Table ronde ;
- La légende de Dick Whittington et son chat par laquelle Richard Whittington, avec l'aide de son chat, d'abord orphelin pauvre, accède quatre fois à la fonction de lord-maire de la Cité de Londres.